# Eschelbronn
Eschelbronn je obec s 2 500 obyvateli (2005) v německé spolkové zemi Bádensko-Württembersko, zemský okres Rýn-Neckar.

## Geografie

### Poloha
Eschelbronn leží přibližně 25 kilometrů od Heidelbergu, na serveru oblasti Kraichgau v přírodním parku Neckartal-Odenwald, v nadmořské výšce 150 až 265 m n. m.

### Sousední obce
Waibstadt, Meckesheim, Neidenstein, Spechbach a Zuzenhausen.

### Historie
První zmínka o obci pochází z let 788/789, v darovací listině kláštera Lorch. Další informace pocházejí z konce 13. století, když se obec dostala do majetku špýrského biskupství. První pán obce byl 1261 Heinrich von Eschelbrunnen. Roku 1267 byl postaven dřevěný hrad, jenž byl v roce 1375 přebudován na vodní hrad. V roce 1526 bylo celé obyvatelstvo luteránsky pokřtěno. V roce 1803 byl Eschelbronn připojen k Bádensku. Roku 1807 přešla obec k vrchnímu úřadu Waibstadt a roku 1813 k okresnímu úřadu Sinsheim. Do 31. prosince 1972 patřil Eschelbron k zemskému okresu Sinsheimm, poté přešel k novému okresu Rýn-Neckar.

## Pamětihodnosti

### Stavby
- Příhradový dům v Oberstraße 12 (1630)
- Stará fara (1783)
- Evangelický kostel (1813)
- Radnice (1838)
- Stará škola (1911)
- Truhlářské muzeum

## Ekonomika
Dříve se obyvatelstvo živilo především zemědělstvím. V 18. století se začalo s plátnovým tkalcovstvím a koncem 19. století se čím dál tím více rozmnožovalo truhlářství a obec získala pověst truhlářského centra přes hranice regionu. V roce 2004 zde existovalo 11 nábytkových truhlářství a truhlářských dílen.